# Санкт-Петербурзький державний архітектурно-будівельний університет
Санкт-Петербурзький державний архітектурно-будівельний університет (рос. Санкт-Петербургский государственный архитектурно-строительный университет) — найстарший у Росії навчальний заклад архітектурно-будівельного профілю, розташований у Санкт-Петербурзі.

## Історія
СПбДАБУ було засновано 9 травня (27 квітня) 1832 року за указом імператора Миколи I як Училище цивільних інженерів. За багаторічну історію назва СПбДАБУ кількаразово змінювалась.
Першим директором був Федір Андрійович Козен.
1840 року директором училища став інженер-генерал-майор Корпусу інженерів шляхів сполучення барон Федір Карлович Прітвиць. Він лишався на посаді до 1842 року.
- Будівельне училище (1842 р.)

1849 року директором став генерал-лейтенант лейб-гвардії Литовського полку Андрій Федорович Лішин
- Інститут цивільних інженерів (1882 рік)

Останнім директором училища та першим директором Інституту цивільних інженерів був професор Рудольф Богданович Бернгард (роки директорства з 1873 по 1886)
Його змінив професор Дорімедонт Дорімедонтович Соколов, керував інститутом з 1886 року до своєї смерті в 1896 році.
З 1896 по 1903 — професор Микола Володимирович Султанов
З 1904 по 1905 — професор Володимир Вікторович Евальд
З 1905 по 1921 — професор Василь Антонович Косяков
З 1921 по 1922 — професор Броніслав Казимирович Правдзик
З 1922 по 1926 — професор Григорій Петрович Передерій
З 1926 по 1930 — професор Адам Йосипович Дитріх
- Ленінградський інститут комунального будівництва (1930 рік)

першим керівником ЛІКБу став з 1930–1931 — Станіслав Іванович Краузе
В 1931 — Михайло Гаврилович Воробйов
З 1932 по 1935 — Дмитро Георгійович Пермінов
- Ленінградський архітектурно-будівельний інститут (1941 рік)
- Санкт-Петербурзький архітектурно-будівельний університет (1992 рік)

Сучасну назву університет має з 21 червня 1993 року.

## Факультети
- Автомобільно-шляховий

Напрямок:
Експлуатація транспортних засобів (ЕТЗ)
Спеціальності:
Підіймально-транспортні, будівельні, шляхові машини та устаткування (ПТМ)
Автомобілі та автомобільне господарство (АХ)
Сервіс транспортних і технологічних машин та устаткування (автомобільний транспорт) (СТ)
Організація перевезень та управління на транспорті (автомобільний транспорт) (ОП)
Організація та безпека руху (автомобільний транспорт) (ОБР)
Механізація та автоматизація будівництва (МАБ)
Мости та транспортні тунелі (МТ)
Автомобільні дороги та аеродроми (АД)
- Архітектурний

Напрямок:
Архітектура (А)
Спеціальності:
Дизайн архітектурного середовища (ДАС)
Реставрація та реконструкція архітектурної спадщини (РРАС)
- Інженерно-екологічних систем

Напрямок:
Теплоенергетика (ТЕ)
Спеціальності:
Теплогазопостачання і вентиляція (ТГВ)
Водопостачання і водовідведення (ВВ)
Безпека життєдіяльності в техносфері (БЖТ)
- Будівельний

Напрямок:
Будівництво (Б)
Метрологія, стандартизація і сертифікація (МСС)
Спеціальності:
Промислове і цивільне будівництво (ПЦБ)
Виробництво будівельних матеріалів, виробів і конструкцій (БД)
Проектування будівель (ПБ)
- Економіки та управління

Напрямок:
Менеджмент (М)
Спеціальності:
Економіка та управління на підприємстві за галузями (ЕУП)
Менеджмент організації (МО)
- Міського будівництва і житлово-комунального господарства

Спеціальності:
Міський кадастр (МК)
Прикладна математика (ПМ)
Міське будівництво і господарство (МБГ)
Експертиза і управління нерухомістю (ЕУН)
- Безвідривних форм навчання

Спеціальності:
Підіймально-транспортні, будівельні, шляхові машини та устаткування (ПТМ)
Промислове і цивільне будівництво (ПЦБ)
Теплогазопостачання і вентиляція (ТГВ)
Водопостачання і водовідведення (ВВ)
Автомобільні дороги та аеродроми (АД)
Економіка та управління на підприємстві будівництва (ЕУП)
Автомобілі та автомобільне господарство (АХ)
Експертиза і управління нерухомістю (ЕУН)

## Відомі випускники
- Маєвський Карл Якович (1846) — російський архітектор
- Гриневський Казимир Вікентійович (1847) — російський архітектор
- Достоєвський Андрій Михайлович (1848) — російський архітектор, мемуарист, брат Федора Достоєвського
- Куроєдов Василь Петрович (1853) — професор, викладач архітектури
- Соколов Доримедонт Доримедонтович (1859) — архітектор, інженер, педагог, професор архітектури
- Ейзенштейн Михайло Осипович — ризький архітектор, директор департаменту транспорту Ліфляндської губернської управи, батько Сергія Ейзенштейна
- Ловцов Михайло Іванович (1873) — російський архітектор, цивільний інженер і викладач
- Баранівський Гаврило Васильович (1882) — російський архітектор, цивільний інженер, мистецтвознавець і видавець
- Фалєєв Микола Григорович (1885) — російський архітектор та викладач
- Кобелєв Олександр Васильович (1887) — російський і український архітектор
- Зелігсон Адольф Ноєвич (1890) — польський і російський архітектор
- Міхневич Вацлав (1893) — польський і литовський архітектор
- Харламов Леонід Михайлович (1894) — російський архітектор
- Горленський Ігнатій Платонович (1895) — російський архітектор
- Замятнін Михайло Миколайович (1897) — російський архітектор
- Кричинський Степан Самойлович (1897) — російський архітектор
- Вербицький Олександр Матвійович (1898) — український архітектор
- Перетяткович Маріан Маріанович (1901) — російський архітектор
- Минаш Сіма Ісаакович (1902) — російський цивільний інженер, архітектор
- Лівчак Федор Осипович (1904) — російський архітектор
- Шехонін Микола Олексійович (1907) — український архітектор
- Симонов Григорій Олександрович (1920) — радянський архітектор
- Райлян Володимир Фомич (1922) — радянський архітектор, інженер, професор
- Гольдгор Давид Семенович (1934) — радянський архітектор, художник
- Кузьмін Володимир Ілліч (1943) — радянський інженер-будівельник, дипломат, художник
- Сатін Майєслав Сергійович (1950) — радянський інженер-будівельник, архітектор, викладач
- Клячкін Євген Ісаакович (1957) — російський і ізраїльський поет, бард, естрадний артист
- Гурвіц Едуард Йосипович (1971) — український політик, мер Одеси
- Коган Володимир Ігорович (1989) — російський державний діяч
- Ребайн Ян Андрійович — радянський архітектор
- Явейн Микита Ігорович — російський архітектор
- Яровицький, Йосип Пилипович — ярославський губернський архітектор
- Пасяда Микола Іванович (1963) — доктор економічних наук, підприємець українського походження
- Раппопорт Павло Олександрович (1937) — доктор історичних наук.